# Lemniskatischer Arkussinus
Der lemniskatische Arkussinus oder Arcussinus lemniscatus (kurz arcsl) ist eine spezielle mathematische Funktion, nämlich die Umkehrfunktion des durch den Mathematiker Carl Friedrich Gauß im 19. Jahrhundert eingeführten Sinus lemniscatus. Der lemniskatische Arkussinus entspricht derjenigen Funktion für die Lemniskate, die der Arkussinus für den Kreis ist. In der Lemniskate von Bernoulli ordnet der lemniskatische Arkussinus der Länge der vom Ursprung ausgehenden Sehne das zugehörige ebenso vom Ursprung ausgehende Bogenmaß der Lemniskatenkurve zu. Der Arcussinus lemniscatus ist ein unvollständiges elliptisches Integral erster Art mit dem elliptischen Modul {\displaystyle k=1/{\sqrt {2}}}.

## Definition

### Hauptdefinition

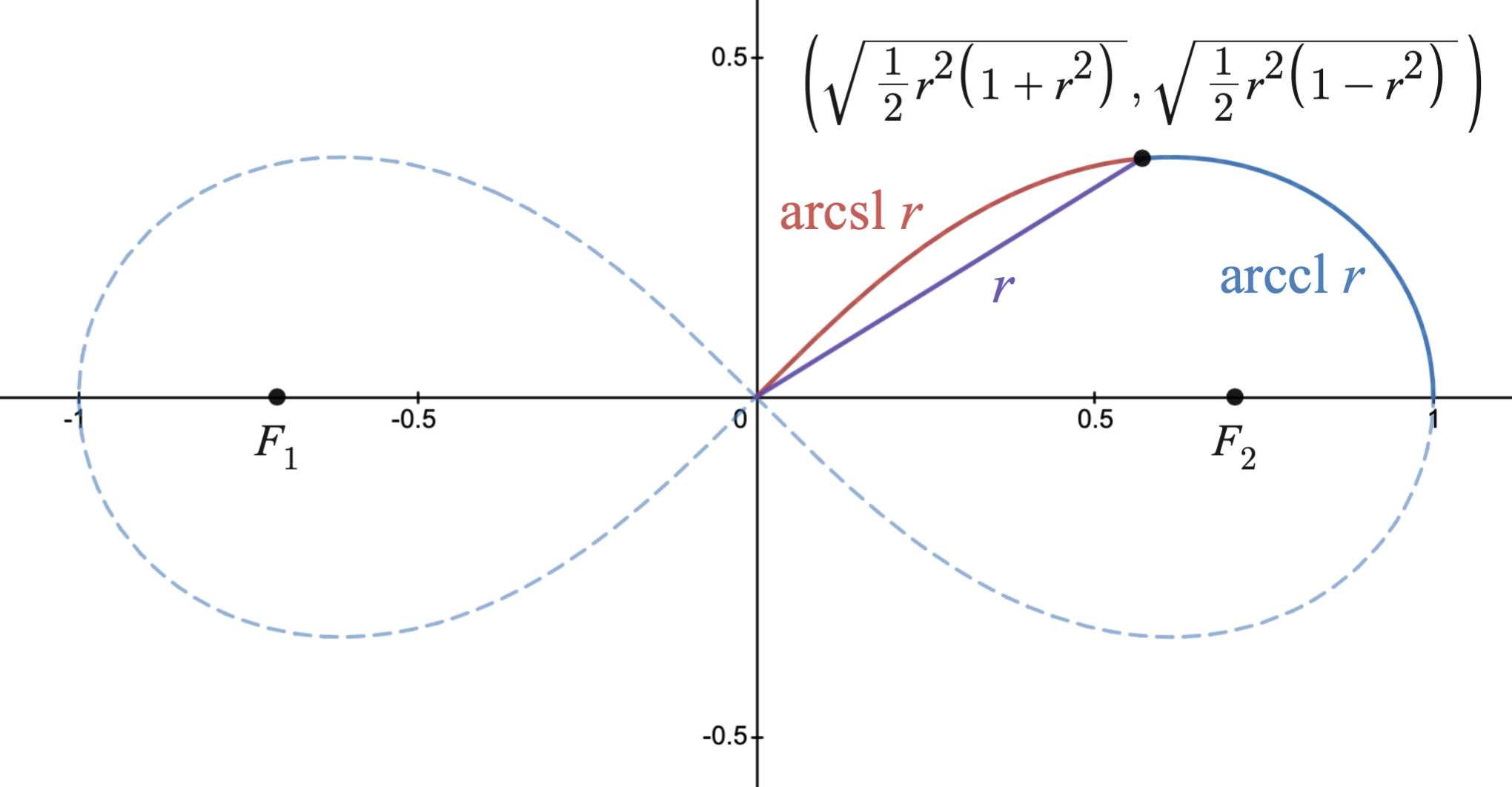
Arcussinus lemniscatus und Arcuscosinus lemniscatus in Abhängigkeit von der Sehnenlänge

In der in der Abbildung dargestellten Lemniskate von Bernoulli gilt folgende von Giulio Carlo Fagnano dei Toschi um 1750 untersuchte Formel für die Bogenlänge:
{\displaystyle \operatorname {arcsl} (r)=s(r)=\int _{0}^{r}{\frac {1}{\sqrt {1-\rho ^{4}}}}\,\mathrm {d} \rho .}
Das Doppelte des Integrals von 0 bis 1 ist die im Jahr 1798 von Carl Friedrich Gauß eingeführte Lemniskatische Konstante:
{\displaystyle 2\operatorname {arcsl} (1)=2\int _{0}^{1}{\frac {1}{\sqrt {1-\rho ^{4}}}}\,\mathrm {d} \rho =\varpi .}
Dementsprechend ist nach dem Mathematiker Edward Neuman der Lemniskatische Arkuscosinus wie folgt definiert:
{\displaystyle \operatorname {arccl} (r)={\frac {\varpi }{2}}-\operatorname {arcsl} (r).}
In dieser Form schrieb er die Definition in seinem Werk Two-sided inequalities for the lemniscate functions nieder.

### Verallgemeinerung
Der lemniskatische Arkussinus wurde durch den japanischen Mathematiker Kazunori Shinohara auf den Allgemeinfall des Bogenmaßes von Blattfunktionen (engl. Leaf Functions) erweitert:
{\displaystyle \operatorname {arcsleaf} _{n}(r)=\int _{0}^{r}{\frac {1}{\sqrt {1-\rho ^{2n}}}}\,\mathrm {d} \rho .}
Für den Spezialfall {\displaystyle n=1} (Kreisbogenmaß) ergibt sich
{\displaystyle \operatorname {arcsleaf} _{1}(r)=\arcsin(r),}
wohingegen der Spezialfall {\displaystyle n=2} den Fall der Lemniskate abdeckt:
{\displaystyle \operatorname {arcsleaf} _{2}(r)=\operatorname {arcsl} (r).}

## Berechnung der Bogenlänge der Lemniskate von Bernoulli
Für die oben abgebildete Lemniskate von Bernoulli gilt folgende Parametrisierung:
{\displaystyle x(t)={\frac {\sin(t)}{\cos(t)^{2}+1}}} und {\displaystyle y(t)={\frac {\sin(t)\cos(t)}{\cos(t)^{2}+1}}.}
Daraus folgt für den Abstand {\displaystyle r} zum Ursprung:
{\displaystyle r(t)={\sqrt {x(t)^{2}+y(t)^{2}}}={\frac {\sin(t)}{\sqrt {\cos(t)^{2}+1}}}.}
In Abhängigkeit von {\displaystyle r} ergeben sich folgende Formeln:
{\displaystyle x(r)=r{\sqrt {1+r^{2}}}/{\sqrt {2}}} und {\displaystyle y(r)=r{\sqrt {1-r^{2}}}/{\sqrt {2}}.}
Für die Berechnung der vom Ursprung ausgehenden Kurvenlänge {\displaystyle s} wird der Pythagoras der ersten Ableitungen von {\displaystyle x} und {\displaystyle y} gebildet und dieser integriert:
{\displaystyle s(r)=\int _{0}^{r}{\sqrt {{\biggl (}{\frac {d}{d\rho }}x(\rho ){\biggr )}^{2}+{\biggl (}{\frac {d}{d\rho }}y(\rho ){\biggr )}^{2}}}d\rho =}
{\displaystyle =\int _{0}^{r}{\sqrt {{\biggl (}{\frac {d}{d\rho }}\rho {\sqrt {1+\rho ^{2}}}/{\sqrt {2}}{\biggr )}^{2}+{\biggl (}{\frac {d}{d\rho }}\rho {\sqrt {1-\rho ^{2}}}/{\sqrt {2}}{\biggr )}^{2}}}d\rho =}
{\displaystyle =\int _{0}^{r}{\sqrt {{\frac {(1+2\rho ^{2})^{2}}{2(1+\rho ^{2})}}+{\frac {(1-2\rho ^{2})^{2}}{2(1-\rho ^{2})}}}}d\rho =\int _{0}^{r}{\frac {1}{\sqrt {1-\rho ^{4}}}}d\rho .}

## Geschichte
Bereits im Jahre 1691 tauchte bei Jakob I Bernoulli folgendes Integral im Rahmen der Elastizitätstheorie auf:
{\displaystyle \int _{0}^{x}{\frac {dt}{\sqrt {1-t^{4}}}}.}
Dieses Integral war sowohl Bernoulli als auch Carl Friedrich Gauß als Lemniskaten-Integral bekannt.
Der Mathematiker  Leonhard Euler griff im Jahre 1750 die Untersuchungen des italienischen Mathematikers Giulio Carlo Fagnano dei Toschi zur Bogenlänge der Lemniskate beim Durchsehen von dessen Werken auf, mit welchen Fagnano die Aufnahme in die Berliner Akademie beantragte. In diese Zeit fällt der Ursprung der Theorie Elliptischer Integrale, woraus im 19. Jahrhundert die Theorie Elliptischer Funktionen durch Carl Gustav Jacob Jacobi und Niels Henrik Abel entstand.
Gauß untersuchte wahrscheinlich unabhängig von Euler und Fagnano das Lemniskaten-Integral. Dadurch erzielte Gauß tiefliegende, jedoch unveröffentlichte Resultate über elliptische Integrale und ihre Umkehrfunktionen. Diese sind in seinem Werk Disquisitiones Arithmeticae verewigt.

## Reihenentwicklung
Die Taylorreihe des lemniskatischen Arkussinus mit dem Entwicklungspunkt 0 erhält man durch Entwickeln der Ableitung in eine binomische Reihe und anschließende Integration:
{\displaystyle \operatorname {arcsl} (x)=\int _{0}^{x}{\frac {1}{\sqrt {1-y^{4}}}}dy=\int _{0}^{x}\sum _{k=0}^{\infty }{\binom {2k}{k}}{\frac {y^{4k}}{4^{k}}}dy=\sum _{k=0}^{\infty }\int _{0}^{x}{\binom {2k}{k}}{\frac {y^{4k}}{4^{k}}}dy=\sum _{k=0}^{\infty }{\binom {2k}{k}}{\frac {x^{4k+1}}{4^{k}(4k+1)}}}
Diese Reihe konvergiert genau dann, wenn {\displaystyle |x|\leq 1} ist.
Daraus folgt:
{\displaystyle \varpi =2\sum _{k=0}^{\infty }{\binom {2k}{k}}{\frac {1}{4^{k}(4k+1)}}.}
Mit folgender Gleichung können noch schärfere Näherungen erzielt werden:
{\displaystyle \operatorname {sl} [{\frac {1}{2}}\operatorname {arcsl} (x)]={\frac {{\sqrt {1+x}}-{\sqrt {1-x}}}{\sqrt {2{\sqrt {1+x^{2}}}+2}}}=\sin[{\frac {1}{2}}\arcsin(x)]\operatorname {sech} [{\frac {1}{2}}\operatorname {arsinh} (x)].}
Dabei ist sl der lemniskatische Sinus.
Alternativer Ausdruck:
{\displaystyle \operatorname {sl} [{\frac {1}{2}}\operatorname {arcsl} (x)]^{2}=\tan[{\frac {1}{4}}\arcsin(x^{2})]}

## Weitere Darstellungen
Der Arcussinus lemniscatus hat als elliptisches Integral erster Art ebenso folgende Darstellungen in der Legendre-Form:
{\displaystyle \operatorname {arcsl} (x)={\frac {1}{\sqrt {2}}}F{\biggl [}\arcsin {\biggl (}{\frac {{\sqrt {2}}x}{\sqrt {1+x^{2}}}}{\biggr )};{\frac {1}{\sqrt {2}}}{\biggr ]}}
{\displaystyle \operatorname {arcsl} (x)={\frac {\varpi }{2}}-{\frac {1}{\sqrt {2}}}F{\biggl [}\arccos(x);{\frac {1}{\sqrt {2}}}{\biggr ]}}
{\displaystyle \operatorname {arcsl} (x)=2({\sqrt {2}}-1)F{\biggl \{}\arcsin {\biggl [}{\frac {({\sqrt {2}}+1)x}{{\sqrt {1+x^{2}}}+1}}{\biggr ]};({\sqrt {2}}-1)^{2}{\biggr \}}}
Außerdem können die Bogenmaße der Lemniskate auch ausschließlich durch die Bogenmaße der Ellipsen dargestellt werden:
{\displaystyle \operatorname {arcsl} (x)={\frac {1}{2}}(2+{\sqrt {2}})E{\biggl \{}\arcsin {\biggl [}{\frac {({\sqrt {2}}+1)x}{{\sqrt {1+x^{2}}}+1}}{\biggr ]};({\sqrt {2}}-1)^{2}{\biggr \}}-E{\biggl [}\arcsin {\biggl (}{\frac {{\sqrt {2}}x}{\sqrt {1+x^{2}}}}{\biggr )};{\frac {1}{\sqrt {2}}}{\biggr ]}+{\frac {x{\sqrt {1-x^{2}}}}{{\sqrt {2}}(1+x^{2}+{\sqrt {1+x^{2}}})}}}

## Additionstheorem
Das Additionstheorem sieht so aus:
{\displaystyle \operatorname {sl} [\operatorname {arcsl} (x)+\operatorname {arcsl} (y)]={\frac {x{\sqrt {1-y^{4}}}+y{\sqrt {1-x^{4}}}}{1+x^{2}y^{2}}}}
Denn es gilt folgender Zusammenhang:
{\displaystyle {\biggl (}{\frac {d}{dx}}{\frac {x{\sqrt {1-y^{4}}}+y{\sqrt {1-x^{4}}}}{1+x^{2}y^{2}}}{\biggr )}{\biggl [}1-{\biggl (}{\frac {x{\sqrt {1-y^{4}}}+y{\sqrt {1-x^{4}}}}{1+x^{2}y^{2}}}{\biggr )}^{4}{\biggr ]}^{-1/2}={\frac {1}{\sqrt {1-x^{4}}}}}

## Werte und Ableitungen
Werte des lemniskatischen Arkussinus:
{\displaystyle \operatorname {arcsl} (1)=\varpi /2}
{\displaystyle \operatorname {arcsl} ({\sqrt[{4}]{2{\sqrt {3}}-3}})=\varpi /3}
{\displaystyle \operatorname {arcsl} ({\sqrt {{\sqrt {2}}-1}})=\varpi /4}
{\displaystyle \operatorname {arcsl} [2{\sqrt[{4}]{{\sqrt {5}}-2}}{\sqrt {\sin({\tfrac {1}{20}}\pi )\cos({\tfrac {3}{20}}\pi )}}]=\varpi /5}
{\displaystyle \operatorname {arcsl} [{\tfrac {1}{2}}({\sqrt {3}}+1-{\sqrt[{4}]{12}})]=\varpi /6}
{\displaystyle \operatorname {arcsl} \{{\sqrt[{4}]{1-{\tfrac {1}{4}}\sec({\tfrac {5}{28}}\pi )^{2}[\csc({\tfrac {1}{14}}\pi ){\sqrt {\sin({\tfrac {1}{7}}\pi )\sin({\tfrac {3}{14}}\pi )}}-2\sin({\tfrac {3}{28}}\pi )]^{2}}}\}=\varpi /7}
{\displaystyle \operatorname {arcsl} \{{\sqrt {\tan[{\tfrac {1}{8}}\pi -{\tfrac {1}{2}}\operatorname {arcsec}({\sqrt[{4}]{2}}\,)]}}\}=\varpi /8}
{\displaystyle \operatorname {arcsl} [{\tfrac {1}{2}}({\sqrt[{4}]{5}}-1)({\sqrt {{\sqrt {5}}+2}}-1)]=\varpi /10}
{\displaystyle \operatorname {arcsl} \{{\tfrac {1}{2}}{\sqrt[{4}]{8}}[\sin({\tfrac {5}{24}}\pi )-{\sqrt[{4}]{3}}\sin({\tfrac {1}{24}}\pi )]({\sqrt[{4}]{2{\sqrt {3}}+3}}-1)\}=\varpi /12}
Ableitungen des lemniskatischen Arkussinus:
{\displaystyle {\frac {\mathrm {d} }{\mathrm {d} x}}\operatorname {arcsl} (x)={\frac {1}{\sqrt {1-x^{4}}}}}
{\displaystyle {\frac {\mathrm {d} }{\mathrm {d} x}}\operatorname {arcsl} {\biggl (}{\frac {x}{\sqrt {x^{2}+1}}}{\biggr )}={\frac {1}{\sqrt {(x^{2}+1)(2x^{2}+1)}}}}
{\displaystyle {\frac {\mathrm {d} }{\mathrm {d} x}}\operatorname {arcsl} {\biggl (}{\frac {{\sqrt {2}}x}{\sqrt {{\sqrt {x^{4}+6x^{2}+1}}+x^{2}+1}}}{\biggr )}={\frac {1}{\sqrt {x^{4}+6x^{2}+1}}}}
{\displaystyle {\frac {\mathrm {d} }{\mathrm {d} x}}{\sqrt {2}}\operatorname {arcsl} {\biggl (}{\frac {x}{\sqrt {{\sqrt {x^{4}+1}}+1}}}{\biggr )}={\frac {1}{\sqrt {x^{4}+1}}}}
{\displaystyle {\frac {\mathrm {d} }{\mathrm {d} x}}{\sqrt {2}}\operatorname {arcsl} \left({\frac {{\sqrt {2}}x}{{\sqrt {1+x^{2}}}+{\sqrt {1-x^{2}}}}}\right)={\frac {1}{\sqrt[{4}]{(1-x^{4})^{3}}}}}
{\displaystyle {\frac {\mathrm {d} }{\mathrm {d} x}}\operatorname {arcsl} {\biggl (}{\frac {x}{\sqrt[{4}]{x^{4}+1}}}{\biggr )}={\frac {1}{\sqrt[{4}]{(x^{4}+1)^{3}}}}}
{\displaystyle {\frac {\mathrm {d} }{\mathrm {d} x}}2\operatorname {arcsl} {\biggl (}{\frac {x}{1+{\sqrt {1-x^{2}}}}}{\biggr )}={\frac {1}{\sqrt[{4}]{(1-x^{2})^{3}}}}}
{\displaystyle {\frac {\mathrm {d} }{\mathrm {d} x}}2\operatorname {arcsl} {\biggl (}{\frac {x}{{\sqrt {x^{2}+1}}+1}}{\biggr )}={\frac {1}{\sqrt[{4}]{(x^{2}+1)^{3}}}}}
{\displaystyle {\frac {\mathrm {d} }{\mathrm {d} x}}{\frac {2{\sqrt {2}}}{\sqrt[{4}]{4a^{2}c-ab^{2}}}}\operatorname {arcsl} {\biggl [}{\frac {2ax+b}{{\sqrt {4a(ax^{2}+bx+c)}}+{\sqrt {4ac-b^{2}}}}}{\biggr ]}={\frac {1}{\sqrt[{4}]{(ax^{2}+bx+c)^{3}}}}}
{\displaystyle {\frac {\mathrm {d} }{\mathrm {d} x}}2\operatorname {arcsl} [\tanh(x/2)]={\sqrt {\operatorname {sech} (x)}}}
{\displaystyle {\frac {\mathrm {d} }{\mathrm {d} x}}2\operatorname {arcsl} [\tan(x/2)]={\sqrt {\sec(x)}}}

## Komplementärer lemniskatischer Arkussinus

### Definition des komplementären lemniskatischen Arkussinus
Der komplementäre lemniskatische Arkussinus beziehungsweise Lemniskatische Arkussinus zweiter Art ist so definiert:
{\displaystyle \operatorname {arcsl} ^{*}(r)=\int _{0}^{r}{\frac {1+\rho ^{2}}{\sqrt {1-\rho ^{4}}}}\,\mathrm {d} \rho }
Daraus folgt:
{\displaystyle {\frac {\mathrm {d} }{\mathrm {d} r}}\operatorname {arcsl} ^{*}(r)={\frac {1+r^{2}}{\sqrt {1-r^{4}}}}={\biggl (}{\frac {1+r^{2}}{1-r^{2}}}{\biggr )}^{1/2}}
Somit hat der komplementäre Arkussinus Lemniscatus auch diese Identität zu den unvollständigen elliptischen Integralen zweiter Art:
{\displaystyle \operatorname {arcsl} ^{*}(r)={\sqrt {2}}\,E{\bigl (}{\tfrac {1}{2}}{\sqrt {2}}{\bigr )}-{\sqrt {2}}\,E{\bigl [}\arccos(r);{\tfrac {1}{2}}{\sqrt {2}}{\bigr ]}}
Analog gilt für den regulären lemniskatischen Arkussinus diese Formel:
{\displaystyle \operatorname {arcsl} (r)={\tfrac {1}{2}}{\sqrt {2}}\,K{\bigl (}{\tfrac {1}{2}}{\sqrt {2}}{\bigr )}-{\tfrac {1}{2}}{\sqrt {2}}\,F{\bigl [}\arccos(r);{\tfrac {1}{2}}{\sqrt {2}}{\bigr ]}}

### Legendresche Identität
Der lemniskatische Fall für die Legendresche Identität kann basierend auf den genannten Definitionen so hergeleitet werden:
Gegeben ist diese Formel, welche durch die Integration mit den genannten lemniskatischen Bogenmaßfunktionen als Stammfunktionen direkt gezeigt werden kann:
{\displaystyle {\frac {1}{\sqrt {1-x^{4}}}}\operatorname {arcsl} ^{*}(x)-{\frac {1-x^{2}}{\sqrt {1-x^{4}}}}\operatorname {arcsl} (x)=\int _{0}^{1}{\frac {x^{3}(y^{2}+1)}{\sqrt {(1-x^{4})(1-x^{4}y^{4})}}}\,\mathrm {d} y}
Durch Bildung der Ursprungsstammfunktion bezüglich x entsteht folgender Ausdruck:
{\displaystyle \operatorname {arcsl} (x){\bigl [}\operatorname {arcsl} ^{*}(x)-\operatorname {arcsl} (x){\bigr ]}=\int _{0}^{1}{\frac {y^{2}+1}{2\,y^{2}}}{\biggl [}\operatorname {artanh} (y^{2})-\operatorname {artanh} {\bigl (}{\frac {{\sqrt {1-x^{4}}}\,y^{2}}{\sqrt {1-x^{4}y^{4}}}}{\bigr )}{\biggr ]}\mathrm {d} y}
Durch Einsatz des Wertes {\displaystyle x=1} entsteht dann diese Formel:
{\displaystyle {\frac {\varpi }{2}}{\biggl [}\operatorname {arcsl} ^{*}(1)-{\frac {\varpi }{2}}{\biggr ]}=\int _{0}^{1}{\frac {y^{2}+1}{2\,y^{2}}}\operatorname {artanh} (y^{2})\,\mathrm {d} y={\frac {\pi }{4}}}
Daraus ergibt sich der folgende Wert für den komplementären Arkussinus Lemniscatus:
{\displaystyle \operatorname {arcsl} ^{*}(1)={\frac {\varpi }{2}}+{\frac {\pi }{2\,\varpi }}\approx 1{,}910098894513856}
Dann gilt auch:
{\displaystyle \int _{0}^{1}{\frac {1+\rho ^{2}}{\sqrt {1-\rho ^{4}}}}\,\mathrm {d} \rho ={\frac {\varpi }{2}}+{\frac {\pi }{2\,\varpi }}}